# Льнозавод (Марий Эл)
 Льнозавод  — посёлок в Новоторъяльском районе Республики Марий Эл. Входит в состав Чуксолинского сельского поселения.

## География
Находится в северо-восточной части республики Марий Эл на расстоянии приблизительно 1 км по прямой на север от районного центра посёлка Новый Торъял.

## История
Льнозавод (деревянное, двухэтажное здание) был построен в 1931—1932 годах. Здесь была установлена шестикамерная сушилка. Люди трудились под открытым небом. В посёлке, кроме завода, имелся один трёхквартирный дом. Рабочие жили в близлежащих деревнях. В 1939 году на территории льнозавода проживал 21 человек. В 1940 году в селении создали колхоз «Броненосец Потёмкин». В 1960 году началась полная реконструкция завода. В 1988 году льнозавод передали колхозу «1 Мая», В 1999 году здесь проживали 77 жителей, 28 семей. В 2002 году в посёлке насчитывалось 30 дворов.

## Население
Население составляло 78 человек (мари 69 %, русские 31 %) в 2002 году, 70 в 2010.